# Cassida rufovirens
Cassida rufovirens es un coleóptero de la familia Chrysomelidae.
Fue descrita científicamente en 1844 por Suffrian.